# マリア・ボチカリョーワ
マリア・レオンチエヴナ・ボチカリョーワ(ロシア語: Мария Леонтьевна Бочкарева 旧姓：フロルコワ　1889年-1920年)は、第一次世界大戦を戦ったロシアの女性軍人。ロシアで初めての女性のみによる軍事戦闘部隊「婦人決死隊」を組織し、指揮した。あだ名は「ヤーシカ」。

## 略歴
1889年、マリア・フロルコワはノヴゴロド県の農民の家庭に生まれた。彼女の父親は露土戦争を戦ったロシア帝国陸軍の軍曹であった。15歳でアファナーシイ・ボチカリョーフと結婚するために家を出てシベリアのオムスクに移り、そこで労働者として働いた。夫がマリアに手を挙げるようになると、彼女は夫と別れ、スレテンスクでヤーコフ（あるいはヤンケル）・ブークと呼ばれる男と関係を持つ。彼は肉屋であり、ともに働くようになった。しかし1912年5月、ブークは窃盗犯として逮捕され、ヤクーツク送りになった。ボチカリョーワは彼を追いかけ、主に徒歩で流刑地まで向い、そこで再び肉屋をもった。1913年にブークは盗みで再び捕まり、タイガのほとりにあるアムガ居住地に送られた。ボチカリョーワはやはり彼を追いかけている。ブークは大酒を飲むようになり、彼女に暴力を振るうようになった。
1914年に第一次世界大戦が勃発すると、ボチカリョーワはブークと別れ、オムスクへ戻った。11月、ロシア帝国陸軍第25オムスク予備大隊から拒否された。司令官は彼女に、代わりに赤十字社に参加してみたらどうかと提案した。彼女が兵士たちと共に戦いたいと主張したとき、司令官は彼女が皇帝ニコライ2世に個人的な許可を求める電報を書くのを手伝った。彼女は皇帝の承認を得ると、3か月の訓練を受け、ポロツクに駐屯する第2軍第28連隊第5軍団の最前線勤務についた。彼女は戦場から 50 人の負傷兵を救出した功績で勲章を授与された。
ボチカリョーワは腕と足に負傷した後、前線に戻るまで、11人の部下を担当する伍長として医療スタッフとして働いた。彼女はさらに怪我を負い、4か月間麻痺が残った。回復後、彼女は上級下士官として前線に戻り、70人からなる小隊に物資を届けた。彼女が戦場でその勇気を証明するまで、連隊の男たちは彼女を嘲笑したり性的嫌がらせをしたりした。ボチカリョーワは二度の負傷のより、その果敢さゆえに合計三度の受勲をした。彼女は 1917 年の春に退院した。
1917年5月に二月革命により皇帝が退位した後、彼女はミハイル・ロジャンコに対し、全員が女性の戦闘部隊の創設を提案し、こによって陸軍の士気の問題を解決できると主張した。彼女は男性たちを恥じ入らせることにより、戦争継続への努力が成されるものと信じていた。彼女の提案はブルシーロフ陸軍司令官によって承認され、打診を受けた陸海軍相アレクサンダー・ケレンスキーの命により部隊の創設を任せれた。女性の徴兵は軍の規則に違反していたが、この部隊には特別な措置が与えられた。これはロシアではじめて組織される婦人部隊であった。ボチカリョーワによる第一ロシア女性決死大隊は当初2,000名ほどの女性志願者を集めたが、指揮官としての彼女が厳格な規律を求めたことにより、隊には献身的な300名ほどしか残らなかった。
厳しい訓練を一ヶ月行い、ボチカリョーワとその隊は6月の攻勢に加わるためにロシア西部戦線へと送られた。隊はスマルホニ市外での大規模な戦闘に関わった。婦人隊は戦場では上首尾をみせたが、男性兵士の大部分がすでに長期にわたる戦況に士気をくじかれており、戦闘を続けることはほぼ不可能であった。ボチカリョーワ自身も戦いで負傷しており、回復のためペトログラードへ帰還した。
ロシアでは1917年の春から夏にかけて他の婦人隊も組織されたがボチカリョーワは外形的にしか関わらなかった。彼女の部隊はボリシェヴィキの10月革命で先頭にたったが、冬宮殿の防衛には参加していない(こちらには別の婦人隊である第一次ペトログラード婦人部隊が参加した)。前線に立ち続ける男性隊員の反感が強まったために、婦人部隊は解散することになる。ペトログラードへ戻ったボチカリョーワはそこでボリシェヴィキに拘束されるが、その後すぐに釈放された。彼女はオムスクにいる家族と再会する許可をえていたが、1918年のはじめには再びペトログラードへと発った。そして彼女の主張によれば、コーカサスで白軍を指揮していたラーヴル・コルニーロフ将軍から連絡をとるようにという電信を受け取った。コルニーロフ将軍の本部を離れてのち、ボチカリョーワは再びボリシェヴィキに拘束された。白軍との人脈を調べた後は、処刑されることになっていた。しかし彼女は、1915年に帝国軍で彼女に仕えていたある兵士によって救出される。彼がボリシェヴィキに処刑の延期を承諾させたのである。ボチカリョーワは海外へのパスポートを与えられ、祖国を離れることを許された。彼女は汽船でアメリカへと出発するためにまずウラジオストクへと向った。1918年4月のことである。
サンフランシスコへ到着し、その後ニューヨーク、ワシントンD.C.を回った。社交界での名士でもあり裕福だったフロレンス・ハリマンの支援を受けてのことである。大統領へロシアへの介入を嘆願していた最中、ボチカリョーワは1918年6月10日にウィルソン大統領と面会する機会が与えられた。ウィルソンは彼女の情熱的な訴えに明らかに心を動かされ、目に涙をためてできる限りのことをすると約束した。
ニューヨークにいる間、彼女は回想録を執筆している。その「ヤーシカ：農夫としての我が人生、追放と兵役」はロシアの亡命ジャーナリストであるイサーク・ドン・レヴァインに書き取らせたものである。アメリカを離れると、マリアはイギリスに行き、ジョージ5世と面会した。イギリス戦争省は彼女へロシアへ戻るための資金を与えた。
1918年8月に英国遠征軍と共にアルハンゲリスクに到着した彼女は、別の部隊をつくろうとしたが、失敗に終わっている。
1919年4月、オムスクに戻り、白軍のアレクサンドル・コルチャーク提督のしたで女性医務分遣隊を組織しようとしたが、この任務を完了する前に、彼女は三度ボリシェヴィキに捕まった。クラスノアルスクへ移送され、4ヶ月の取調べの後、「労働者階級の敵」として死刑が言い渡された。1920年5月16日、チェーカーにより銃殺刑に処された。
1992年1月9日、「政治的抑圧の犠牲者の名誉回復法」に基づき死刑判決が取り消され、ボチカリョーワは名誉回復された。
2018年、ニューヨークタイムズが遅ればせながら彼女の追悼記事を掲載した。

## 映画
- バタリオン ロシア婦人決死隊VSドイツ軍（英語版）（ドミトリー・メスヒエフ（英語版）監督

、2015年）